# Colombia en el Campeonato Mundial de Atletismo de 2011
Colombia fue representada por un total de 21 atletas (8 hombres y 13 mujeres) en el Campeonato Mundial de Atletismo de 2011.

## Medallistas
En esta edición, Colombia logró las primeras medallas en la historia de los Campeonatos Mundiales de Atletismo: En la prueba de 20 km en marcha atlética, Luis Fernando López obtuvo la medalla de oro; y posteriormente, Caterine Ibargüen se agenció otra presea de bronce en triple salto.

## Resultados
| Atleta                 | Prueba                           | Resultado |
| Hombres                | Hombres                          | Hombres |
| ---------------------- | -------------------------------- | --- |
| Álvaro Gómez           | 100 m                            | Ronda preliminar, puesto 41.º en la clasificación general (10,62 s).                                                                                 |
| Daniel Grueso          | 200 m                            | Ronda preliminar: 26° puesto de la clasificación general (20,87 s).                                                                                  |
| Arley Ibargüen         | Lanzamiento de jabalina          | Fase de clasificación: 27° puesto en la clasificación general (74,02 m).                                                                             |
| Luis Fernándo López    | 20 km marcha                     | Medalla de oro (1:20:38). |
| James Rendón           | 20 km marcha                     | 19º puesto (1:24:08). |
| Gustavo Restrepo       | 20 km marcha                     | Descalificado. |
| Rafith Rodríguez       | 800 m                            | Semifinal: 15° puesto en la clasificación general (1:46,41).                                                                                         |
| Paulo Villar           | 110 m vallas                     | Semifinal, puesto 13° en la clasificación general (13,73 s).                                                                                         |
| Mujeres                |                                  | |
| Ángela Figueroa        | 3 000 m stp                      | Ronda preliminar: 28° puesto en la clasificación general (10:06,00).                                                                                 |
| Lina Flórez            | 100 m vallas y relevos 4 x 100 m | 100 m vallas: Semifinales, 14° puesto en la clasificación general (12,94 s).                                                                         |
| Rosibel García         | 800 m                            | Semifinal: 14° puesto en la clasificación general (2:00,79).                                                                                         |
| Norma González         | 400 m                            | Semifinal: puesto 17° en la clasificación general; 4 x 100: Primera ronda, 10° puesto en la clasificación general (42,53 s).                         |
| Ingrid Hernández       | 20 km marcha                     | 33° puesto (1:39:53). |
| Yomara Hinestrosa      | 100 m y relevos 4 x 100 m        | 100 m: Ronda preliminar, 35° puesto en la clasificación general (11,57 s); 4 x 100: Primera ronda, 10° puesto en la clasificación general (42,53 s). |
| Caterine Ibargüen      | Triple salto                     | Medalla de bronce (14,84 m). |
| María Alejandra Idrobo | Relevos 4 x 100 m                | Primera ronda, 10° puesto en la clasificación general (42,53 s).                                                                                     |
| Brigitte Merlano       | 100 m vallas                     | Semifinales: puesto 21º de la clasificación general (13,21 s).                                                                                       |
| María Murillo          | Lanzamiento de jabalina          | Fase de clasificación: 28° puesto en la clasificación general (52,83 m).                                                                             |
| Darlenis Obregón       | Relevos 4 x 100 m                | Primera ronda, 10° puesto en la clasificación general (42,53 s).                                                                                     |
| Arabelly Orjuela       | 20 km marcha                     | 32° puesto (1:39:53). |
| Eliecith Palacios      | Relevos 4 x 100 m                | — |